# Syzygiella
Syzygiella là một chi rêu trong họ Jungermanniaceae.